# 油野
油野（ゆの）は静岡県静岡市葵区にある町名。丁目を持たない単独町名である。住居表示未実施。

## 地理
葵区の山間地、玉川地区の一部（中河内川沿い）に位置し、北に上落合、南東に長妻田（以上県道により接続）、北東に口仙俣（接続道路なし）と隣接している。建築物はあるが、住民はわずかである。

## 歴史
- 1969年（昭和44年）1月1日 - 油野を含めた安倍郡玉川村が静岡市に編入。
- 2005年（平成17年）4月1日 - 政令指定都市化により、行政区が葵区となる。

## 世帯数と人口
2020年10月1日の国勢調査（総務省統計局）による。
| 町丁 | 世帯数 | 人口 |
| ---- | ------ | ---- |
| 油野 | 2世帯  | 5人  |

## 小・中学校の学区
市立小・中学校に通う場合、学区は以下のとおりとなる。
| 全域 | 小学校 - 中学校                    |
| ---- | ---------------------------------- |
| 油野 | 静岡市立玉川小中学校（小中一貫校） |

## 施設
- 油野温泉[6]
- 金山橋 - 川ではなく谷に架かる橋である。

## その他

### 日本郵便
- 郵便番号 : 421-2212[3]（集配局：落合郵便局[7]）。